# Lovro Cvek
Lovro Cvek (ur. 6 lipca 1995 w Varaždinie) – chorwacki piłkarz, grający na pozycji pomocnika.

## Kariera piłkarska

### Kariera klubowa
Wychowanek klubu NK Varaždin, w barwach którego rozpoczął w 2013 karierę piłkarską. 16 lipca 2014 przeszedł do NK Zavrč. Od 25 sierpnia do końca 2016 grał w NK Aluminij. 29 stycznia 2017 został piłkarzem NK Celje. 6 lipca 2019 przeniósł się do słowackiego FK Senica. 16 stycznia 2020 podpisał kontrakt z Zorią Ługańsk.

### Kariera reprezentacyjna
Do 2015 występował w młodzieżowej reprezentacji Chorwacji.